# 横尾真
横尾 真（よこお しん、1975年 - ）は、日本の構造家、博士（工学）。山梨県生まれ。

## 経歴
2001年東海大学大学院工学研究科建築学専攻修了後、池田昌弘建築研究所を経て、2004年に OUVI / オウヴィ 一級建築士事務所を設立。2016年東京理科大学大学院理工学研究科建築学専攻後期博士課程修了。2017-2019年、ベオグラード大学特別講師（2017年度新進芸術家海外研修生）。2020年よりシンガポール国立大学(NUS)客員上級研究員、2022年より上級講師。2022年より東京理科大学(TUS)客員准教授。

### 主な構造設計作品
- 吉村英孝/日本工業大学吉村英孝研究室との協働「つくる家」(2024)[7]
- アトリエアンドアイ岩岡竜夫研究室＋MORIIS ATELIER設計「松本三の丸スクエア」（2023）[8]
- NAGATA NAYOYUKI＋ICU設計「MNH」（2023）
- SNARKとの協働「中郷の家[9]」(2021)
- 小野弘人＋西尾玲子／ atelier nishikata設計「4 episodes[10]」(2015)
- アトリエ・アンド・アイ岩岡竜夫研究室設計「中落合のローハウス[11]」(2015)
- 富永哲史建築設計室との恊働「スキマノイエ[12]」（2012）
- 岸本和彦／acaa設計「ソラニタツイエ[13]」（2012）
- POINTとの協働「マルサンカクシカクイエ[14] 」(2013)「夢尋蔵[15]」(2012)「ダンダンダニエ[16]」(2010)「ジュッカイエ[17]」(2009)
- 白子秀隆建築設計事務所との協働「ヤクモアパートメント[18](2011)」など。

### 主な論文[19]
- 横尾真「構成部品からみたジャン・プルーヴェの初期協働建築作品の構築的特徴」東京理科大学 博士論文甲第1306号、2016年、NAID 500001039298。
- 横尾真, 山名善之, 岩岡竜夫「E・ボーデュアン、M・ロッズ、J・プルーヴェによる「クリシー人民の家」の意匠的特徴について」『日本建築学会技術報告集』第21巻第48号、日本建築学会、2015年、853-858頁、doi:10.3130/aijt.21.853、ISSN 1341-9463、NAID 130005078455。
- 横尾真, 山名善之, 岩岡竜夫「「ビュックの飛行クラブハウス」にみられる建物の特徴と構成部品の関係」『日本建築学会計画系論文集』第80巻第712号、日本建築学会、2015年、1463-1471頁、doi:10.3130/aija.80.1463、ISSN 1340-4210、NAID 130005087419。
- 横尾真, 山名善之, 岩岡竜夫「「ヴァカンス用住宅BLPS」にみられる建物の特徴と構成部品の関係」『日本建築学会計画系論文集』第739号、日本建築学会、2017年9月、2421-2429頁、doi:10.3130/aija.82.2421、ISSN 1340-4210、NAID 130006108154。
- ‘Architectural Tectonics and Structural Systems’ in Summaries of technical papers of annual meeting, IASS (International Association for Shell and Spatial Structure) at ETH Zurich (Switzerland), 2024. Aug., https://app.iass2024.org/files/IASS_2024_Paper_171.pdf

### 主な記事
連載ジャンプルーヴェの窓
- - 「ジャン・プルーヴェの窓 #1─ディテールに宿る４つの構築的特徴」WINDOW RESEARCH INSTITUTE[21]
  - 「ジャン・プルーヴェの窓 #2─プルーヴェ自邸の窓」WINDOW RESEARCH INSTITUTE[22]
  - 「ジャン・プルーヴェの窓 #３─ヴィルジュイフの仮設小学校の窓」WINDOW RESEARCH INSTITUTE[23]
  - 「ジャン・プルーヴェの窓 #４─エヴィアンの鉱泉飲場の窓」WINDOW RESEARCH INSTITUTE[24]

- 近未来の構造設計 No.374[25][26]

- 「建築と構造の関係性を考えること[27]」

## 受賞歴
- 2006年 「南長野歯科医院・住宅[28]」GOOD DESIGN AWARD
- 2009年 「アライブ本社工場[29]」GOOD DESIGN AWARD
- 2011年 「ジュッカイエ」東京建築士会住宅建築賞[30]　入賞
- 2020年 「中郷の家」37th NICHIHA SIDING AWARD ニチハサイディングアワード　グランプリ（住宅部門）[31]
- 2023年 「MNH[32]」GOOD DESIGN AWARD
- 2024年 「松本三の丸スクエア」第3回JIA長野建築賞2024 優秀賞[33]